# 1973年のMLBドラフト
1973年のMLBドラフト（1973 First-Year Player Draft）とは、1973年6月に行われたMLBのアマチュアドラフトである。

## 1巡目指名
|  | = オールスターゲーム選出 |  | = アメリカ野球殿堂選出 |

| 順位 | 選手                       | チーム                         | 守備位置 | 学校                             |
| ---- | -------------------------- | ------------------------------ | -------- | -------------------------------- |
| 1    | デビッド・クライド         | テキサス・レンジャーズ         | 投手     | ウエストチェスター高校           |
| 2    | ジョン・スターンズ         | フィラデルフィア・フィリーズ   | 捕手     | コロラド大学                     |
| 3    | ロビン・ヨーント           | ミルウォーキー・ブルワーズ     | 遊撃手   | タフト高校                       |
| 4    | デーブ・ウィンフィールド   | サンディエゴ・パドレス         | 外野手   | ミネソタ大学                     |
| 5    | グレン・タフツ             | クリーブランド・インディアンス | 一塁手   | レイナム高校                     |
| 6    | ジョニー・レマスター       | サンフランシスコ・ジャイアンツ | 遊撃手   | ペインツビル高校                 |
| 7    | ビリー・テイラー           | カリフォルニア・エンゼルス     | 外野手   | ウィンドソー・フォレスト高校     |
| 8    | ゲイリー・レニキー         | モントリオール・エクスポズ     | 遊撃手   | エッジウッド高校                 |
| 9    | ルイ・オルセン             | カンザスシティ・ロイヤルズ     | 投手     | サンラモンバレー高校             |
| 10   | パット・ロケット           | アトランタ・ブレーブス         | 遊撃手   | ロバート・E・リー高校            |
| 11   | エディ・ベイン             | ミネソタ・ツインズ             | 投手     | アリゾナ州立大学                 |
| 12   | ジョー・エデレン           | セントルイス・カージナルス     | 三塁手   | グレースモント高校               |
| 13   | ダグ・ヘイノルド           | ニューヨーク・ヤンキース       | 投手     | ストロマン高校                   |
| 14   | リー・マジーリ             | ニューヨーク・メッツ           | 外野手   | アブラハム・リンカーン高校       |
| 15   | マイク・パロット           | ボルチモア・オリオールズ       | 投手     | アドルフ・カマリロ高校           |
| 16   | ジェリー・タブ             | シカゴ・カブス                 | 一塁手   | タルサ大学                       |
| 17   | テッド・コックス           | ボストン・レッドソックス       | 遊撃手   | ミッドウェストシティ高校         |
| 18   | テッド・ファー             | ロサンゼルス・ドジャース       | 捕手     | シャドルパーク高校               |
| 19   | チャールズ・ベイツ         | デトロイト・タイガース         | 一塁手   | カリフォルニア大学ロサンゼルス校 |
| 20   | カルバン・ポートレイ       | ヒューストン・アストロズ       | 遊撃手   | ロングビュー高校                 |
| 21   | スティーブ・スウィッシャー | シカゴ・ホワイトソックス       | 捕手     | オハイオ大学                     |
| 22   | チャールズ・ケスラー       | シンシナティ・レッズ           | 外野手   | クレアモント高校                 |
| 23   | ランディ・スカーベリー     | オークランド・アスレチックス   | 投手     | サザンカリフォルニア大学         |
| 24   | スティーブ・ニコシア       | ピッツバーグ・パイレーツ       | 捕手     | ノースマイアミビーチ高校         |